# Klebsiella pneumoniae
Klebsiella pneumoniae é uma espécie de bactéria gram-negativa, encapsulada, anaeróbia facultativa em forma de bastonete. É o mais importante membro do género Klebsiella e importante membro da Família das enterobactérias.
Pode causar pneumonia, embora seja mais comum a sua relação com infecções hospitalares (aparelho urinário e feridas), em particular em doentes imunologicamente deprimidos, como portadores do vírus HIV/AIDS.
O nome Klebsiella advém do bacteriologista alemão Edwin Klebs.

## Esteatose hepática
Segundo um estudo chinês, a presença da Klebsiella pneumoniae no intestino pode ser responsável pela ocorrência de esteatose hepática (infiltração de gordura no fígado), devido ao seu metabolismo que transforma os carboidratos ingeridos em álcool.

## Surtos
A Klebsiella pneumoniae está em crescimento em Portugal e noutros países da Europa provocando variados tipos de infecções graves com dificuldade de tratamento, pelo facto desta bactéria ser resistente a vários antibióticos, propagando-se com facilidade e provocando surtos.
O aumento da infecção por esta bactéria deve-se “ao uso elevado de antibióticos, à livre circulação de pessoas que podem ser transportadoras dessas bactérias e também por haver alguma quebra das medidas básicas de controlo da infecção”.

## Prevenção
Para evitar a disseminação de infecções por Klebsiella entre pacientes, o pessoal de saúde deve seguir as precauções específicas de controle de infecção que pode incluir estrita adesão à higiene das mãos (de preferência usando uma fricção à mão à base de álcool (60–90%) ou sabão e água se as mãos estiverem visivelmente sujas. A vacina é outra opção.